# Thalí García
Thalí García  (Guadalajara, Jalisco, 1990. március 14. –) mexikói színésznő, énekesnő, modell és műsorvezető.

## Élete és pályafutása
1990. március 14-én született Guadalajarában. Karrierjét 2008-ban kezdte a Secretos del alma című telenovellában.
2012-ben Eva Sotomayor szerepét játszotta a Rosa Diamante című sorozatban. 2013-ban főszerepet játszotta a 11-11: En mi cuadra nada cuadrában.

## Filmográfia
| Év        | Cím                             | Magyar cím       | Szerep                                               | Magyar hang |
| --------- | ------------------------------- | ---------------- | ---------------------------------------------------- | ----------- |
| 2008      | Nickers                         |                  | Önmaga                                               |             |
| 2008—2009 | Secretos del alma               |                  | Maribel                                              |             |
| 2011      | Bienvenida realidad             |                  | Regina Cordoba                                       |             |
| 2012      | Rosa Diamante                   |                  | Eva Sotomayor                                        |             |
| 2013      | 11-11: En mi cuadra nada cuadra |                  | Sandra Jimenez                                       |             |
| 2013—2014 | Hombre tenías que ser           |                  | Gabriela "Gaby" Álvarez                              |             |
| 2014      | Reina de Corazones              | Emlékezz, Reina! | Camila de Rosas                                      | Gulás Fanni |
| 2015      | Un escenario para amar          |                  | Lucrecia                                             |             |
| 2016-2017 | Silvana Sin Lana                |                  | María de los Ángeles "Angie" Villaseñor Rivapalacios |             |
| 2018-     | El Señor de los Cielos          |                  | María de los Ángeles "Angie" Villaseñor Rivapalacios |             |
| 2018-2019 | Las Buchonas                    |                  | Manuela                                              |             |
| 2019      | Un poquito tuyo                 |                  | Viviana "Vivi" Solano Montiel                        |             |
| 2022      | Los Ricos también lloran        | A gazdagság ára  | Sofía Mandujano                                      | Gulás Fanni |